# Панос Камменос
Панос Камменос (грец. Πάνος Καμμένος; нар. 12 травня 1965, Афіни) — грецький політик, засновник політичної партії Незалежні греки, з 27 січня 2015 міністр національної оборони Греції.

## Біографічні відомості
Панос Камменос вивчав економіку і психологію у Школі ділового управління Університету Ліона в Швейцарії. 1993 року він вперше обраний членом Грецького парламенту від партії Нової демократії за другим виборчим округом Афін. З тих пір щоразу переобирався.
2007 року він призначений заступником міністра торгового флоту та острівної політики Георгіоса Вулгаракіса в уряді Костаса Караманліса. Кілька разів брав участь як експерт-посередник та офіційний спостерігач на виборах в інших європейських країнах.
24 лютого 2012 року на свожму особистому сайті та через соціальні мережі Панос Камменос оголосив про створення нової партії під назвою «Незалежні греки» і опублікував декларацію партії. Янніс Маноліс прямо заявив про свій намір вступити в новий формат партії. Пізніше на підтримку партії вислювилися Олена Кунтурас та Панайотіс Мелас. Партія вперше взяла участь у дострокових парламентських виборах 6 травня 2012 року і одразу подолала 3-відсотковий бар'єр.

## Підтримка російської анексії Криму
В інтерв'ю «Газеті.Ru» від 17 квітня 2015 Панос Камменос сказав:
| ...Грецьке населення в Криму піддалося нападкам з боку фашистського уряду України, і захистом для грецьких сімей там стала присутність російських сил. <...> У грецького населення в Криму завжди були тісні зв'язки з місцевим російськомовним населенням. Я вчора обговорював це питання з патріархом Кирилом - у нас спільна Церква, ми віримо в одні й ті ж цінності, і просто неможливо було не захистити греків від фашистського уряду України.[5] |

## Нагороди та відзнаки
Панос Камменос удостоєний Великого хреста за заслуги Чеським Патріархатом, орденом Пошани від Єрусалимського Патріархату та орденом Національного ордену пошани за заслуги президентом Франції Ніколя Саркозі.